# Sunbury-York South
Sunbury-York est un communauté rurale du Nouveau-Brunswick, situé dans le territoire de la commission de services régionaux 11, au centre de la province. La municipalité a été constituée le 1er janvier 2023, à partir de secteurs des districts de services locaux (DSL) de la paroisse de Gladstone, de la paroisse de New Maryland et de Rusagonis-Waasis.